# Okręg Saint-Brieuc
Okręg Saint-Brieuc (fr. Arrondissement de Saint-Brieuc) – okręg w północno-zachodniej Francji. Populacja wynosi 276 tysięcy.

## Podział administracyjny
W skład okręgu wchodzą następujące kantony:
- Châtelaudren,
- Chèze,
- Corlay,
- Étables-sur-Mer,
- Lamballe,
- Langueux,
- Lanvollon,
- Loudéac,
- Moncontour,
- Paimpol,
- Pléneuf-Val-André,
- Plérin,
- Plœuc-sur-Lié,
- Ploufragan,
- Plouguenast,
- Plouha,
- Quintin,
- Saint-Brieuc-Nord,
- Saint-Brieuc-Ouest,
- Saint-Brieuc-Sud,
- Uzel.